# Lucy Tejada
Lucy Tejada Sáenz (Pereira, 9 de octubre de 1920-Cali, 2 de noviembre de 2011) artista del dibujo, la pintura, el mural y del grabado, Colombiana pionera en hacer del arte su profesión.

## Biografía

### Orígenes

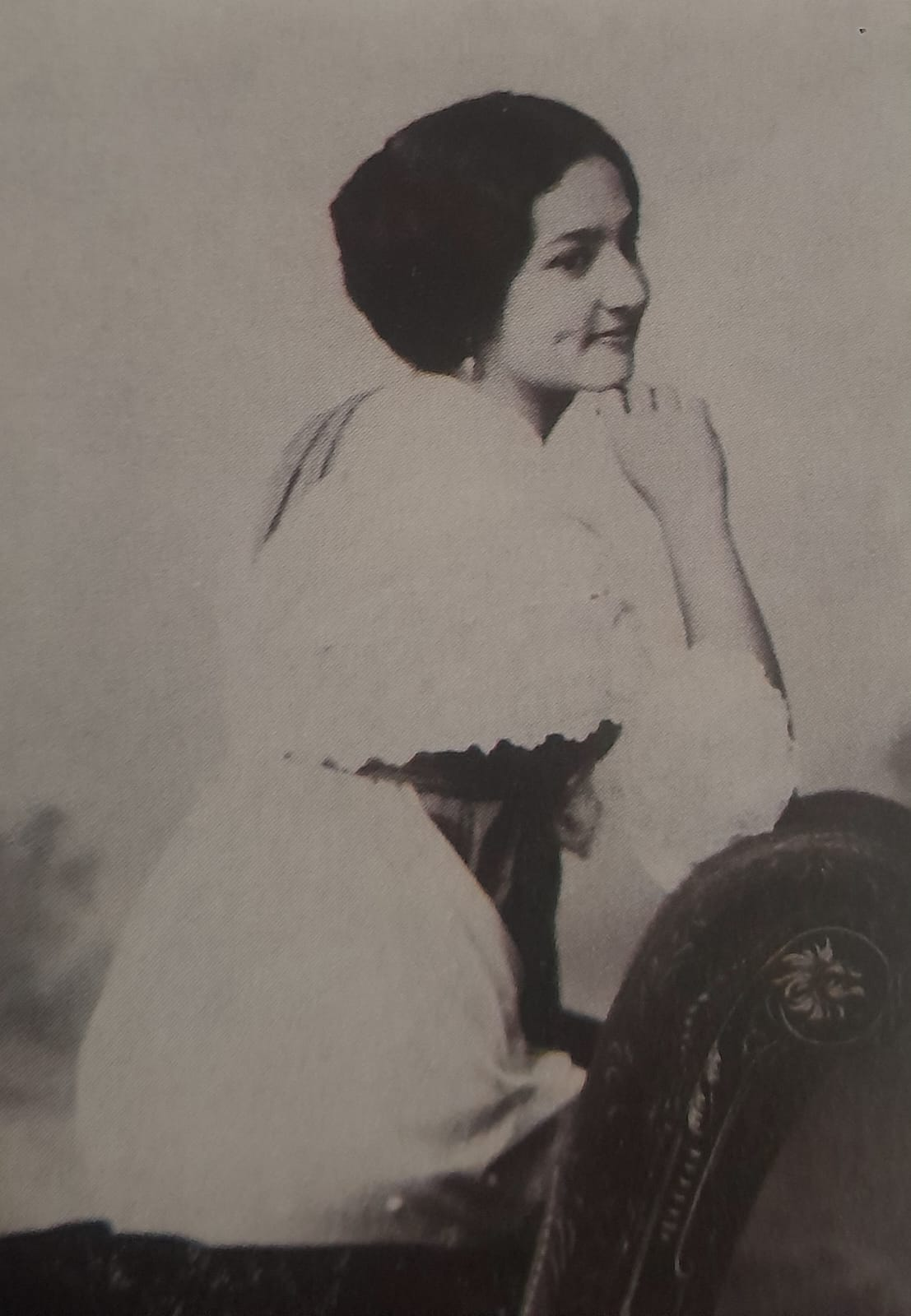
Ismenia Sáenz.

Los dos padres de Lucy nacen en Antioquia, La madre es originaria del municipio de Rionegro, mientras que el padre nace en Concepción.
Eduardo Sáenz, antioqueño de origen vasco, es recordado por la artista como su abuelo materno. Aquel que durante sus últimos días, vivió postrado en una cama, inmovilizado. Se destacaba por su cabello rubio y ojos azules, características compartidas con gran parte de sus parientes. En su pasado, Eduardo Sáenz fue un colono antioqueño líder en su comunidad, estableciéndose así, finalmente en Manizales cuando la madre de Lucy aún era una niña.
María Ismenia de las Mercedes Sáenz Gómez, más conocida como Ismenia, fue la madre, su hija exalta sus ojos grises, pero sobre todo su capacidad  plástica, en trenzado, tejido y composición.
José Tejada Córdoba, padre de la pintora, figura entre los hijos menores nacidos del matrimonio entre Eustaquio Tejada y Leocadia Córdoba. Leocadia  es reconocida como la última descendiente directa de uno de los próceres de la independencia suramericana, José María Córdova.
Benjamín Tejada Córdoba es el hermano mayor del padre de Lucy, periodista y educador  en la capital de Risaralda, fundador de los primeros centros de enseñanza con carácter laico dentro de la ciudad, a su vez es padre del cronista Luis Tejada Cano, este último fue compañero de lucha político-social de su tía materna María Cano.
José e Ismenia se conocen en Manizales, él trabajaba como comerciante para la Singer y ella como encargada de la supervisión en bordado especial para la misma firma, contraen matrimonio y se mudan a la ciudad en la que reside el hermano mayor de los Tejada Córdoba,

### Infancia y adolescencia

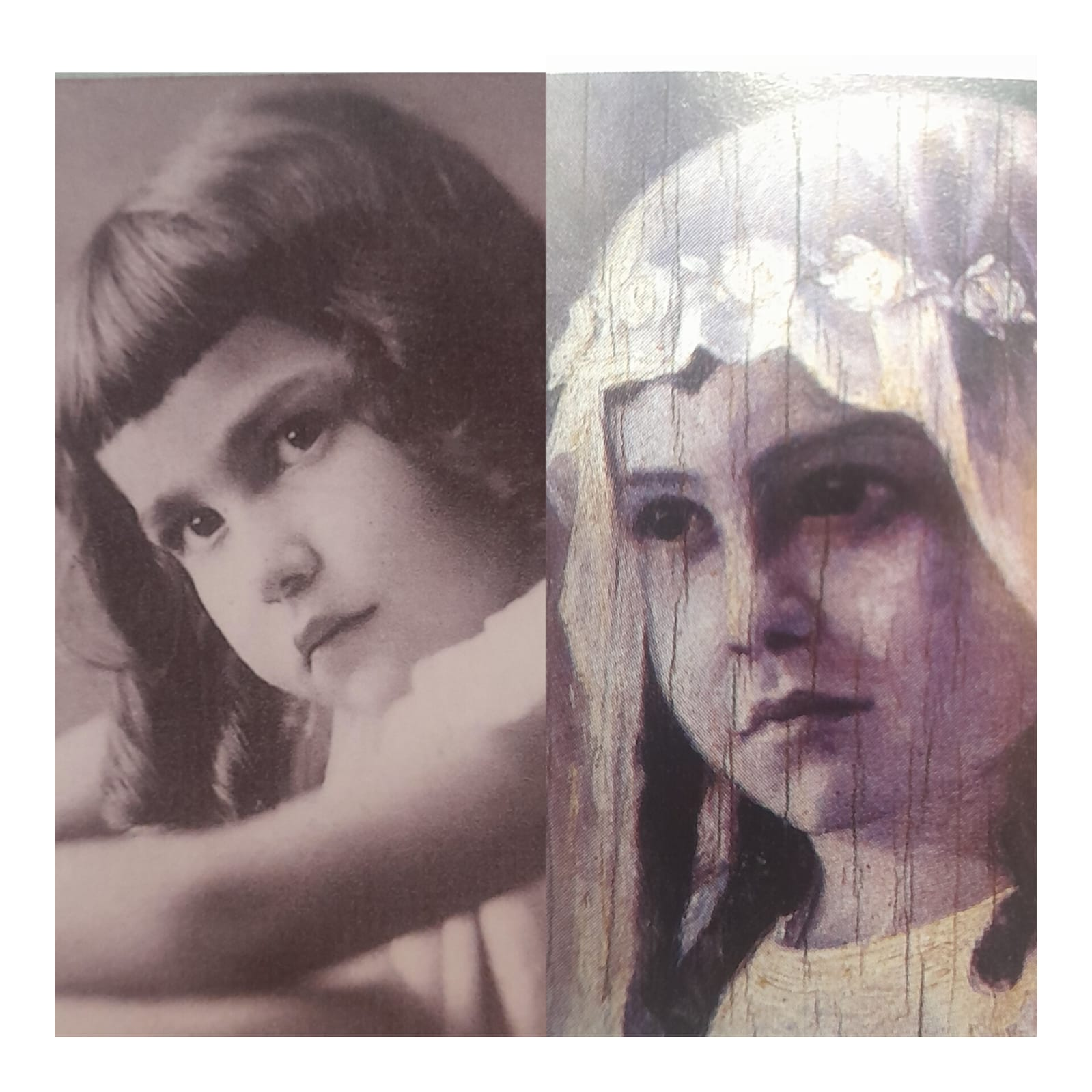
Retrato de Lucy Tejada hecho por su madre Ismenia Sáenz

Recibió nociones de pintura de su madre, quien a su vez aprendía de un instructor de apellido Arcila y se sumergía en los libros sobre pintura occidental que podía conseguir, Ismenia  se constituye en el móvil de inspiración de sus cinco hijos, la pequeña Lucy aprende de ella al lado de sus hermanos menores,  también artistas destacados en la historia colombiana, Hernando Tejada y Teresa Tejada.
Aunque vive sus siete primeros años en Pereira, sus recuerdos más vívidos se remontan a su hogar, erigido por sus progenitores en el antiguo barrio de Versalles en Manizales. En aquel tiempo, Manizales ostentaba el título de capital del extinto departamento de Viejo Caldas. El entorno que rodeaba la residencia y la ruta hacia la escuela se caracterizaban por una exuberante vegetación. Lamentablemente, los Tejada Sáenz experimentaron la pérdida de su modesta morada apenas unos años después de su construcción, como consecuencia de los efectos adversos generados por la Gran Depresión.Tras la pérdida de su hogar, la familia se traslada de nuevo a Pereira. Sin embargo, la artista en ciernes inicia su educación en internados religiosos situados en la ciudad vecina de Cartago. Este período formativo resulta ser motivo de inquietud para la joven, ya que la rigidez excesiva del entorno y la sensación de haber sido alejada de una figura materna inspiradora la afectan profundamente.
En 1936, la familia emprende un viaje en ferrocarril con destino a Buenaventura, experiencia que genera una impresión duradera en sus miembros, quienes quedan impactados por la magnitud de la maquinaria y todas las facetas asociadas a ella. Tras esta vivencia, se establecen en Cali, donde el padre de familia inaugura su tienda denominada "La Pluma de Oro". que se dedicaba a la venta de artículos destinados a obsequios.Tejada Sáenz figura entre las alumnas fundadoras del Liceo Colegio Benalcázar, una institución educativa establecida por María Perlaza, estrecha amiga de Gabriela Mistral, quien incorporó elementos de los métodos pedagógicos de Mistral. Perlaza, al percatarse de los destacados talentos artísticos de Tejada Sáenz, le encomendaba una variedad de tareas plásticas, incluyendo la creación de escenografías para obras teatrales. Además, promovía activamente su participación en el ámbito artístico y, como estímulo o corrección, le sugería la lectura de libros relacionados con el arte universal. Con veintiún años en 1941 se convirtió, junto a dos compañeras más, en las primeras graduadas como bachilleres en el Valle del Cauca

### Trayectoria
José Tejada Córdoba expresaba el deseo de que su hija mayor se dedicara a la práctica de un instrumento musical, particularmente el piano. Sin embargo, Lucy Tejada mostraba un interés más pronunciado por otras manifestaciones artísticas. En lugar de seguir la preferencia paterna, en el año 1942 optó por estudiar artes plásticas en el Conservatorio Antonio María Valencia de Cali, compartiendo esta experiencia con su hermano. Durante este periodo formativo, recibieron instrucción, en parte, del pintor croata Roko Matjasic.
En 1944 Vivían en la capital del país, Bogotá, cuando muere su madre, hecho que marca profundamente la vida de Lucy Tejada, mientras está en la ciudad estudia Arte y Decoración en la Universidad Javeriana.
Era 1945 y la pintora  ya finalizaba su carrera en la Javeriana, el pintor Alejandro Obregón realizaba su primera exposición en la Biblioteca Nacional, Lucy queda asombrada con su trabajo y forjan amistad a partir de aquel punto, él la anima a que estudie en la Facultad de Bellas Artes de la Universidad Nacional de Bogotá, donde la aceptan en el quinto semestre. Allí conoció a grandes maestros como Ignacio Gómez Jaramillo y Luis Alberto Acuña y a sus compañeros artistas Eduardo Ramírez Villamizar, Edgar Negret, Enrique Grau, entre muchos otros. También conoció al pintor Antonio Valencia Mejía, fundador de la primera revista  de artes en el país dedicada a las artes plásticas, quien más tarde fue su esposo y el padre de sus hijos Alejandro y Claudia Valencia. Ese mismo año el afamado centro intelectual capitalino, El Café Automático, permite el ingreso a sus primeras integrantes femeninas, la escritora Emilia Pardo y Lucy Tejada Sáenz.
Un año después, comenzó a trabajar como ilustradora para los periódicos El Tiempo y El Espectador, y participó en la exposición de Escultores y Pintores Jóvenes de Colombia, en el que Lucy Tejada ganó el segundo premio.
En 1947, hizo su primera exposición en la sala Leo Matiz de Bogotá, gana algunos reconocimientos por sus participaciones en exposiciones colectivas, realiza su primer trabajo en ilustración para un libro de cuentos escrito por María Eastman este año es el de su boda, los padrinos serían Pachito Eché (Echeverry) y el poeta Jorge Gaitán Durán. En 1950, Lucy, junto a su esposo y su bebé, residieron en La Guajira, una experiencia determinante. Esta vivencia marcó su enfoque artístico, centrándose particularmente en las comunidades indígenas de este y otros departamentos, que muchos colombianos percibían como exóticas, cuando regresan a la capital de su país inicia sus pinturas al óleo sobre su experiencia en la península caribeña
En 1951 la vida de Lucy se centra en su familia, en la pintura suya y de su compañero, pero en 1952 la pareja de esposos artistas participan en el Salón Nacional de Arte Moderno de Bogotá, edición que en aquel momento patrocina la Metro Goldwyn Mayer para anunciar el estreno en Latinoamérica de su cinta Un Americano En París, que relata el drama de un artista estadounidense en la ciudad luz, la pareja de Lucy gana el primer premio y lleva consigo a su familia. Durante cuatro años recorrieron Francia, Rumanía y España, ambos completaron su formación en la Real Academia de Bellas Artes San Fernando de Madrid y en la Escuela de Artes Gráficas de Madrid. los años que vivieron en Madrid, París y Bucarest, descubrieron los grandes museos del mundo, expusieron su propia obra en lugares tan renombrados como la Sala Minerva de la capital española y reafirmaron su pasión por las artes plásticas. Fueron compañeros de viaje de artistas como Fernando Botero a Tánger y otros destinos de interés pictórico.
A finales del año 1956 Antonio y Lucy  se separan, ella desea volver a su país con  sus dos hijos, pero no cuenta con muchos recursos, tiene una larga conversación con su entrañable amiga, Elisa Mújica,  que la alienta y aconseja recurrir a José Tejada Córdoba, residente en Bogotá, su padre ayuda para que Lucy regrese al Valle del Cauca al lado de su hermano que desarrolla su obra en Cali. Cuando ella llega a la capital valluna con sus dos pequeños en diciembre, Tejadita le da su mano, unidos de aquí en adelante serán dos de los artistas claves para reafirmar a la ciudad como aquella conocida capital de las artes gráficas iberoamericanas.
Ahora la artista es una madre soltera a la que algunos de sus amigos le dan la mano, tales como Jan Bartelsman y su gran amiga María Perlaza, quien le da trabajo a su alumna ilustre para que enseñe en el mismo Liceo Benalcázar, lugar donde le apartan un salón para que se instale y en las mañanas salga a impartir su cátedra, lo que se podría considerar como un periodo de crisis dura poco, pues es solicitada en Pereira por figuras influyentes como Hernando Mejía Arias. y otros líderes para realizar diversos murales, como "La alegría de aprender" que le permitirán algo de solvencia en 1957, Hernando Tejada Sáenz conoce su trabajo a la perfección y le apuesta que su obra será muy bien recibida por la crítica sí ella se presenta al X Salón Nacional de Artistas Nacionales, escéptica manda una de sus obras más cargada de significados y planificada en composición sobre mujeres de la guajira, es la afamada "Mujeres Sin Hacer Nada", que gana el primer premio de ese año
En 1960 fundó, junto con María Thereza Negreiros, Mieke y Jan Bartelsman, Tiberio Vanegas y su hermano Hernando Tejada, El Grupo Taller, también llamado Grupo de Cali, que fue la primera agrupación de pintores a quienes muchos atribuyen el despertar cultural de la ciudad y parte de la internacionalización plástica de la misma nación.
En la década de los 70 y parte de los 80, la artista estuvo relacionada con el nadaísmo colombiano, el poeta Gonzálo Arango, destacado militante del movimiento nadaísta, escribe algunas de sus obras dedicadas a la artista pereirana.  
Logró lo que para una artista mujer de su época era toda una hazaña, vivir de la venta de sus obras, así consigue sostener su familia y establecer un hogar en su finca "La Catleya" en una ladera del cerro de Cristo Rey en Cali.
Fue una de las artistas más vinculadas y proactivas para el Museo La Tertulia, cuando en las otras ciudades principales del país, (Bogotá y Medellín) no existía museo de arte moderno, cuando los festivales de arte finalizaban, el hogar de Lucy Tejada se volvía una parada ineludible para sus amigos colegas como Omar Rayo, Obregón, Édgar Negret, Guillermo Wiedemann, María Thereza Negreiros y David Manzur. 
En el año 1986 se inaugura en Pereira la galería del Grupo El Taller, inspirados en parte por el movimiento caleño fundado por la pereirana, Lucy es invitada especial y se vincula tan activamente como le es posible a la gestión cultural de esta ciudad cafetera.
En 2001 inicia a sufrir de una ceguera agresiva que no le permite continuar su producción, pero su impulso creativo la motiva a continuar ayudada de la guía visual de su hijo mayor, el escultor Alejandro Valencia Tejada.
Sufre de una falla cardiaca, afecciones parecidas a las que sufría su madre y su hermano Tejadita, luego de dos semanas en la unidad de cuidados intensivos de la clínica de Occidente de Cali, Lucy Tejada falleció a la edad de noventa y un años, el 2 de noviembre de 2011.

## Obra
El legado artístico de esta pereirana de nacimiento y caleña por adopción, es un viaje por un mundo tejido de sueños, evocaciones y propuestas originales. Según sus propias palabras:

«Mi arte siempre fue más imaginativo. Pensé en la composición y la capturé, los colores emergen de acuerdo con mi estado de ánimo»

Los cuadros más representativos están llenos de niños, mujeres y ancianos, seres de ojos negros profundosque interpretan de diversas maneras. Muchos de los personajes de la obra tienen rasgos fenotípicos indígenas, Este enfoque artístico surge de sus preocupaciones relacionadas con los seres que ella percibe como los más vulnerables dentro de su país y su región. 
Las composiciones de Tejada contienen muchos elementos, siempre con el propósito de generar armonías y contar a través de simbologías. 
La artista evitaba vincularse a un estilo o temática particular que estuviera en boga, optando por reflejar su estado de ánimo y contexto en una obra ecléctica. En una época en la que muchos artistas latinoamericanos se alineaban con movimientos sociales de corte americanista e indigenista, Tejada eligió seguir un camino independiente. Aunque en algunos de sus trabajos se aprecian reflexiones sobre la violencia, la guerra, los paisajes nacionales y sus habitantes, se distinguió por mantener su obra al margen de adherencias a corrientes artísticas específicas.
En gran parte de su trabajo, desde los años 70 se pueden observar estructuras de cables y mecanismos que aprisionan a personajes infantiles que protagonizan sus composiciones. La serie, titulada “Oxígeno”, trata de enfrentarse al imperio de la máquina y de nuestro tiempo, en el que los seres humanos, aunque están juntos, se encuentran acosados por la soledad y la incomunicación,  representaciones que más tarde desarrollarían subgéneros de la ciencia ficción como el ciberpunk. 
Su obra se caracteriza por un realismo onírico, que puede asociarse con el realismo mágico en desarrollo durante la misma época. Sin embargo, el trabajo artístico en cuestión se distingue por su carga poética y sensibilidad. 
Lucy Tejada tuvo muchas facetas como pintora, dibujante, muralista, escultora, grabadora e investigadora de variadas técnicas. Aunque estuvo retirada algunos de sus últimos años de vida debido a su ceguera, su obra ya se había consolidado como un referente indiscutible en el arte contemporáneo colombiano. Desde la década de los cincuenta, su obra tuvo gran proyección internacional cuando participa de bienales en Venecia-Italia, Sao Paulo-Brasil, México, Córdoba-Argentina, Medellín, San Juan-Puerto Rico y La Habana-Cuba. Hizo parte de la Bienal de Madrid en 1951 y de la Bienal Hispanoamericana de Barcelona de 1955.
Tiene obras en el Museo que hicieron en su honor,  el Club Rialto y otros sitios dentro de Pereira, Popayán, el museo La Tertulia de Cali, en el Museo Nacional de Colombia y  la Biblioteca Luís Ángel Arango, de Bogotá, colecciones privadas en el continente americano y el continente europeo. Figura como pintora expresionista con figuración poética, donde abunda la inspiración sensual y erótica. Sus personajes, seres imaginarios de ojos negros y profundos viven en sus pinturas, que se parecen a su mundo, un mundo hermoso, ideal, habitado solo por mujeres y niños. 
Lucy Tejada, en compañía de su familia y amistades más cercanas, constituyó la Fundación Lucy Tejada, con el objetivo de conservar y difundir su obra y la de su hermano Hernando. Entre los proyectos que sacó adelante la Fundación, se cuentan el completar el sitio web de los Tejada y el libro de Hernando Tejada, realizado gracias a la Fundación Mac y con el apoyo de Epsa y la Cámara de Comercio de Cali.
Además, a finales del 2005, la Fundación preparó la exposición Hernando Tejada: Retrospectiva, una de las muestras retrospectivas más grandes que se han hecho de un solo artista en el país. 
Después del fallecimiento de Lucy Tejada y cumpliendo su voluntad, la familia entregó a la ciudad de Pereira una valiosísima colección de su obra consistente en 163 piezas, como muestra de cariño y recuerdo a su ciudad natal. Los trabajos de curaduría, estudio y preservación de tal colección se llevaron a cabo por el Museo de Arte de Antioquia y autoridades del arte como Nicolás Gómez Echeverri, como antesala a la exhibición pública permanente. El 17 de diciembre de 2019, la  Secretaría de Cultura de Pereira dio apertura oficial al Museo Lucy Tejada que tendrá custodia sobre la donación, mostrándola a sus visitantes y estudiosos del arte de Colombia y el mundo, cumpliendo así un sueño de la artista.
En un primer momento el museo de la artista estaba pensado para la capital del Valle, se imaginaba y proyectaba al lado de los trabajos de su hermano Tejadita, pero las negociaciones nunca dieron los frutos esperados, es por esto que cuando Pereira rinde variados homenajes, Lucy termina privilegiando a su ciudad natal.
"Amo el agua, los árboles, las flores, el aire, la tierra con sus lugares más recónditos y los seres que la pueblan. Amo los hombres que se desvelan por ella y como habitante de este hermoso planeta, quiero su supervivencia"

## Reconocimientos

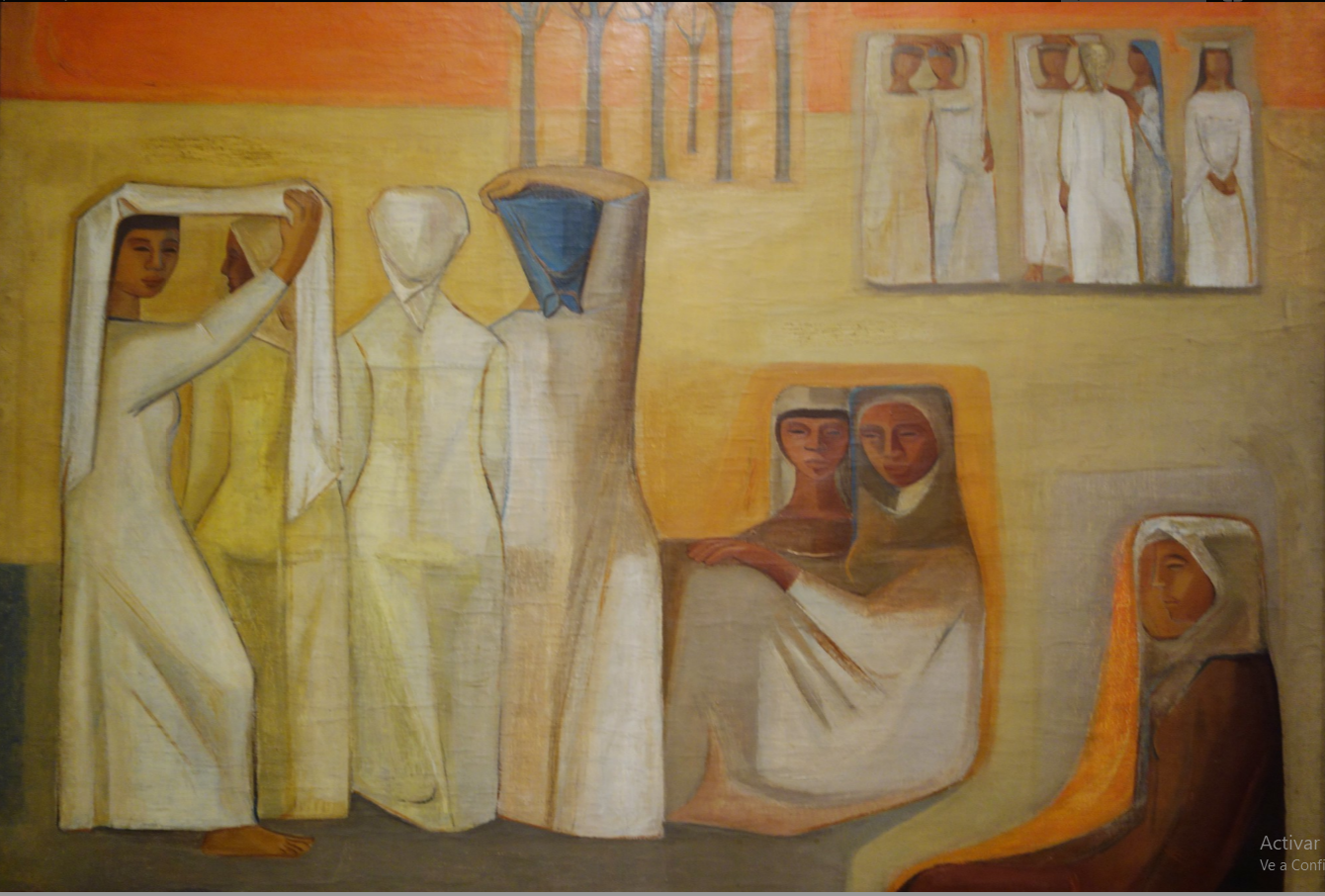
Mujeres Sin Hacer Nada, óleo sobre lienzo (1955),

- Mujeres Sin Hacer Nada, óleo sobre lienzo (1955), Lucy Tejada expuso muchas veces sus obras en América y Europa, recibió varios premios, entre otros la Medalla del Mérito Cultural en reconocimiento a sus contribuciones al arte colombiano durante más de 50 años, y siempre vivió de la venta de sus obras.

- Premio Nacional de Pintura (1957). En 1957 gana el Primer Premio en Pintura en el Décimo Salón Anual de Artistas Colombianos, por el cuadro ‘Mujeres sin hacer nada’

- Premio de Adquisición (1962)

- Primer puesto del Décimo Festival de Arte (1970)

- En el año 2008, el Ministerio de Cultura de Colombia le concedió el Premio Vida y Obra,[20] por sus aportes y su larga trayectoria en la pintura.[21]

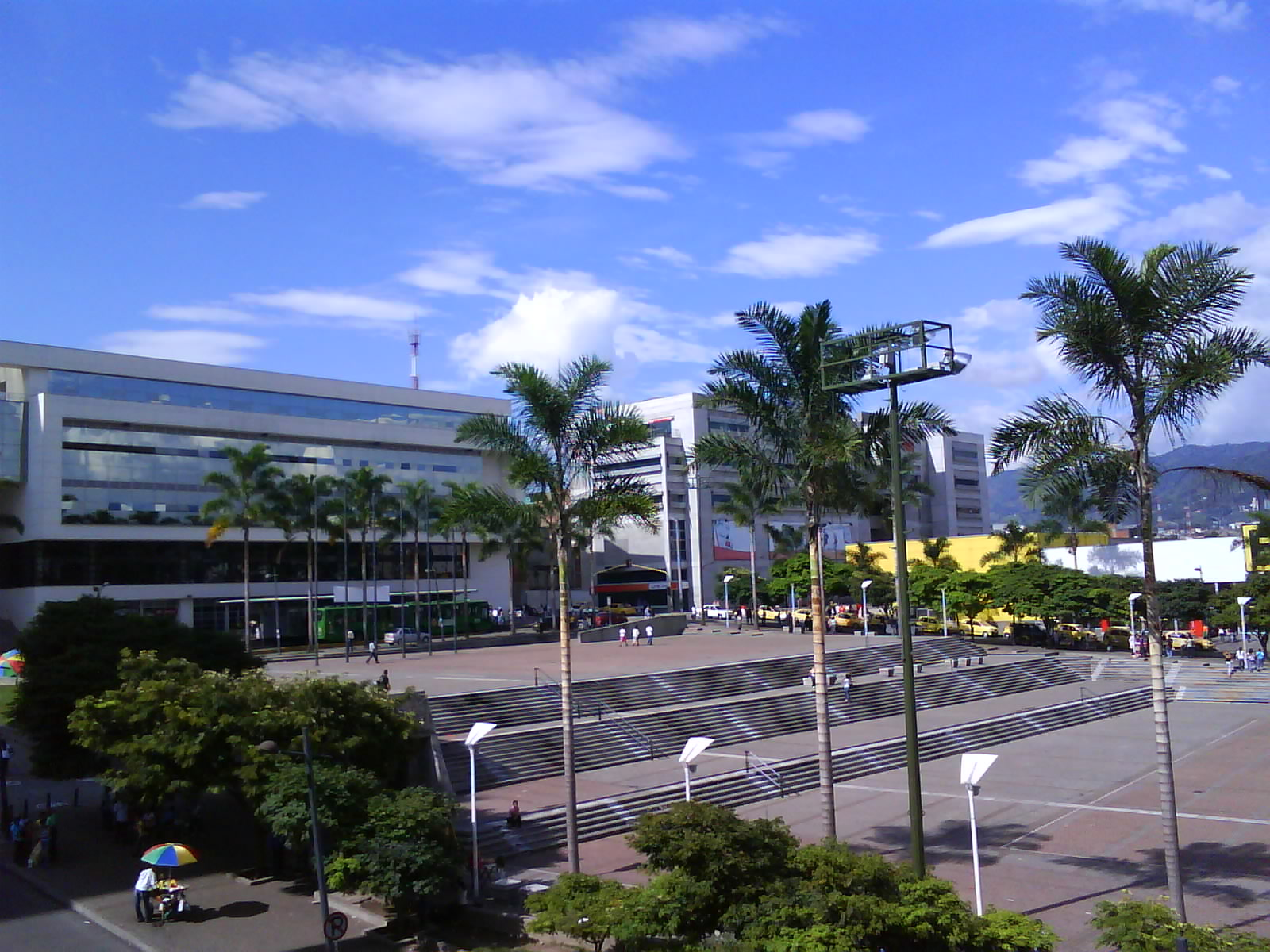
Centro Cultural Lucy Tejada

- Centro Cultural Lucy TejadaAlejandro Obregón la llamó «pintora de la ternura»

### Centro cultural
En su ciudad natal, Pereira, Risaralda hay un imponente centro cultural, que en homenaje lleva su nombre, el Centro Cultural Lucy Tejada. Ubicado en el lugar que ocupó originalmente la galería central, se localiza junto al Instituto de Cultura de Pereira, la banda de Músicos, la Emisora Remigio Antonio Cañarte, la Biblioteca Municipal, la Sala de Exposiciones, los talleres de música, teatro, danzas y locales comerciales afines al tema cultural. Fue inaugurado el 30 de agosto de 2005 con motivo de las fiestas por el aniversario de la ciudad.